# 鄭麗琼
鄭麗琼（英語：Cheng Lai-king，1959年—），香港民主派政黨民主黨籍政治人物，前香港中西區區議會主席、衛城選區議員、註冊社工。

## 參選歷史
| 選舉                 | 競選職位     | 選區名稱 | 結果 | 所得票數 | 擊敗   | 資料來源 |
| -------------------- | ------------ | -------- | ---- | -------- | ------ | -------- |
| 1991年香港區議會選舉 | 中西區區議員 | 中環     | 落敗 | 955      | N/A    | [ 5 ]    |
| 1994年香港區議會選舉 | 中西區區議員 | 衛城     | 當選 | 1058     | 張有洪 | [ 6 ]    |
| 1999年香港區議會選舉 | 中西區區議員 | 衛城     | 當選 | 1014     | 蘇麗仙 | [ 7 ]    |
| 2003年香港區議會選舉 | 中西區區議員 | 衛城     | 當選 | 1625     | 莊偉波 | [ 8 ]    |
| 2007年香港區議會選舉 | 中西區區議員 | 衛城     | 當選 | 1388     | 胡永權 | [ 9 ]    |
| 2011年香港區議會選舉 | 中西區區議員 | 衛城     | 當選 | 1291     | 白富鴻 | [ 10 ]   |
| 2015年香港區議會選舉 | 中西區區議員 | 衛城     | 當選 | 1457     | 吳龍飛 | [ 11 ]   |
| 2019年香港區議會選舉 | 中西區區議員 | 衛城     | 當選 | 2669     | 馮家亮 | [ 12 ]   |

### 歷屆選舉結果
| 政党   | 政党   | 候选人    | 票数  | %     | ±     |
| ------ | ------ | --------- | ----- | ----- | ----- |
|        | 民主黨 | 1. 鄭麗琼 | 2,669 | 51.05 | ▼1.59 |
|        | 自由黨 | 2. 馮家亮 | 2,559 | 48.95 | ▲1.59 |
| 多数票 | 多数票 | 多数票    | 110   | 2.10  | ▼3.17 |

| 政党   | 政党   | 候选人    | 票数  | %     | ±      |
| ------ | ------ | --------- | ----- | ----- | ------ |
|        | 民主黨 | 1. 鄭麗琼 | 1,457 | 52.64 | ▼6.80  |
|        | 自由黨 | 2. 吳龍飛 | 1,311 | 47.36 | 不適用 |
| 多数票 | 多数票 | 多数票    | 146   | 5.27  | ▼13.61 |

| 政党   | 政党             | 候选人    | 票数  | %     | ±      |
| ------ | ---------------- | --------- | ----- | ----- | ------ |
|        | 香港島各界聯合會 | 1. 白富鴻 | 881   | 40.56 | 不適用 |
|        | 民主黨           | 2. 鄭麗琼 | 1,291 | 59.44 | ▼12.44 |
| 多数票 | 多数票           | 多数票    | 410   | 18.88 | ▼24.88 |

| 政党   | 政党   | 候选人    | 票数  | %     | ±      |
| ------ | ------ | --------- | ----- | ----- | ------ |
|        | 新論壇 | 1. 胡永權 | 543   | 28.12 | 不適用 |
|        | 民主黨 | 2. 鄭麗琼 | 1,388 | 71.88 | ▼1.68  |
| 多数票 | 多数票 | 多数票    | 845   | 43.76 | ▼3.37  |

| 政党   | 政党   | 候选人    | 票数  | %     | ±      |
| ------ | ------ | --------- | ----- | ----- | ------ |
|        | 民主黨 | 1. 鄭麗琼 | 1,625 | 73.56 | ▲1.95  |
|        | 獨立   | 2. 莊偉波 | 584   | 26.44 | 不適用 |
| 多数票 | 多数票 | 多数票    | 1,041 | 47.13 | ▲3.91  |

| 政党   | 政党   | 候选人    | 票数  | %     | ±      |
| ------ | ------ | --------- | ----- | ----- | ------ |
|        | 民主黨 | 1. 鄭麗琼 | 1,014 | 71.61 | ▲5.07  |
|        | 民建聯 | 2. 蘇麗仙 | 402   | 28.39 | 不適用 |
| 多数票 | 多数票 | 多数票    | 612   | 43.22 | ▲10.14 |

| 政党   | 政党   | 候选人 | 票数  | %     | ±      |
| ------ | ------ | ------ | ----- | ----- | ------ |
|        | 民主黨 | 鄭麗琼 | 1,058 | 66.54 | 不適用 |
|        | 自民聯 | 張有洪 | 532   | 33.46 | 不適用 |
| 多数票 | 多数票 | 多数票 | 526   | 33.08 | 不適用 |

| 政党   | 政党            | 候选人 | 票数  | %     | ±      |
| ------ | --------------- | ------ | ----- | ----- | ------ |
|        | 自民聯/公民協會 | 支韻韻 | 1,438 | 42.28 | 不適用 |
|        | 港同盟/匯 匯點  | 阮品強 | 1,008 | 29.64 | ▼11.82 |
|        | 港同盟/匯 匯點  | 鄭麗琼 | 955   | 28.08 | 不適用 |
| 多数票 | 多数票          | 多数票 | 53    | 1.56  | ▼21.07 |

## 中西區區議會主席時期
於2019年香港區議會選舉，民主派於中西區區議會取得過半議席，及後選出鄭麗琼為區議會主席。

### 2020年1月會議風波及被電話騷擾
於2020年1月16日一次區議會會議當中，會內討論涉及警方的問題，警務處處長鄧炳強亦會出席會議，有多名便衣警在會上戒備。有鑑於逃犯條例風波期間不少警察被指刻意不出示委任證及隱藏警員編號，鄭麗琼先要求在場便衣警員出示委任證，有一名穿著背心的便衣警因未有出示委任證被趕離場。
鄭麗琼其後質問對方到底有幾多人被捕後於警署「被強姦、被送中、被自殺」，其他民主派議員包括甘乃威、黃永志及梁晃維亦追問有關警察執法爭議的問題，大批在場人士，包括忠義民團石房有等不斷叫喊口號，又在鄧炳強發言後拍掌，最終多人被鄭麗琼驅逐離場。
及後，鄭麗琼於個人社交媒體平台中透露，自己由1月16日至18日凌晨，平均每分鐘收到4至5個「沒有來電顯示」的電話，但接通電話後來電者「如機器不回應」。

### 涉轉載警員起底資料被捕

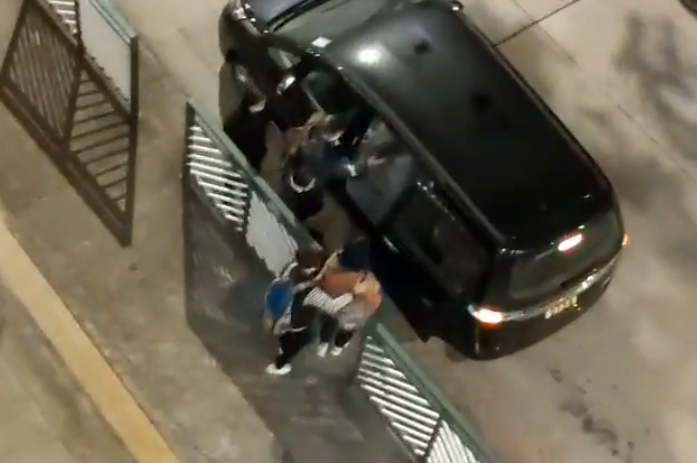
鄭麗琼疑因facebook轉發一個起底警察個人資料的帖文，凌晨警員到葵涌家中搜查，以涉嫌「煽動謠言罪」被警方拘捕

2019年9月，本地印尼語免費報《Suara》女記者Veby Mega Indah報稱於灣仔行人天橋採訪期間，遭子彈射盲右眼。
警方於10月成功向高等法院申請臨時禁制令，禁止針對警務人員及其家屬的起底行為。
2020年3月，有網民在Facebook群組上載一名警長的部分個人資料，當中包括警員編號、相片、姓名等私人信息，指就是該名警員開槍。鄭麗琼把圖文一併轉載，並寫有「如果這名警員是有良知的？請自首！以眼還眼」。3月25日，《大公報》報道指，鄭麗琼對有關行為直認不諱，稱自己不知道有禁制令，但其後刪除有關帖文。鄭麗琼其後於3月26日凌晨被警方拘捕，鄭麗琼代表律師後表示，警方未有清晰交代鄭麗琼被捕原因，律師引述鄭麗琼稱是因涉「煽動謠言罪」被捕。
許智峯說，鄭麗琼被捕涉及她早前於社交網站轉載網民內容，將在葵涌警署通宵扣查。他認為，警方連串拘捕行動，主要針對民主派，促警方在疫境困難時期“不要再搞小動作”。。許又批評警方把鄭麗琼帶到警署後，卻以「落口供嘅錄影器材壞咗」為由，拖延落口供的時間，旨在要精神折磨鄭。
警方其後被問及網上很多人亦曾轉發鄭麗琼轉載的帖文，只拘捕鄭是否政治檢控，網絡安全及科技罪案調查科警司莫俊傑強調是針對犯法行動，而非針對任何人，但莫俊傑見記者時被問及鄭麗琼言論的哪一部分干犯「煽動意圖罪」，莫則未有回應。不過，警察其後被揭發疑似和民建聯合作煽動謠言。當日稍候時間民建聯陳學鋒於社交媒體上載影片，拍攝多名民主黨成員合資保釋鄭麗琼的情境，並留言「許智峰，示威完收錢都唔好咁揚啦！」，其後另一民主派區議員葉錦龍指出照片實質的情況。民主黨尹兆堅事後解釋稱，因警方突然將保釋金加至10,000元，需要夾錢保釋。甘乃威只是將多餘的金錢交還許智峯。民主黨指該照片為警察在警署內高處監視及偷拍，又指「若果條片真係警員拍攝，咪即係警方拍片協助陳學鋒煽動謠言？」，隨後有特定媒體發電郵向警方查詢是否由警員拍攝及發布和有否違規，警方以「警方會了解事件。」回應。而在鄭被捕前一天，民建聯立法會議員葛珮帆亦曾向私隱專員公署投訴鄭，指鄭在其Facebook公開披露警員身份。民主黨其後表示，許智峯將會入稟控告陳學鋒誹謗，及會向投訴警察課作出正式投訴「警方涉拍片，交民建聯上載」的做法，要求警方調查是哪一位警員負責拍片。
另外，鄭因被捕而被揭露居住在麗瑤邨，其擔任區議會主席收入較高，有人質疑其「霸公屋」。民建聯前區議員、時事評論員陳雲生質疑，鄭任區議會主席每月收入約六萬元，令人懷疑其收入超標。但根據房屋委員會現有政策，家庭入息超逾現行公屋入息限額兩倍但不高於三倍的住戶，須繳交倍半淨租金另加差餉；家庭入息超逾現行公屋入息限額三倍但不高於五倍的住戶，則須繳交雙倍淨租金另加差餉。換言之，根據房屋委員會現有政策，入息超逾現行公屋入息限額不等於必須遷離現有單位。
2020年10月19日，案件於高等法院提訊時，鄭承認干犯民事藐視法庭罪，被判囚28天，緩刑1年。

## 資料來源與註釋
1. 1 2 3  . 民主黨.   [2019-11-30]. （原始内容存档于2020-12-10） （中文（香港））.
2. 1 2  . on.cc東網. 2020-03-26  [2020-11-07]. （原始内容存档于2020-03-28）.
3. 1 2 3  . 中西區區議會. 2016-01-11  [2019-10-28]. （原始内容存档于2017-07-17） （中文（香港））.
4. 1 2  . 中西區區議會. 2020-01-02  [2020-11-11]. （原始内容存档于2020-08-06） （中文（香港））.
5. ↑  雷競璇、沈國祥 (编).  (PDF). 香港: 香港中文大學香港亞太研究所. 1995年: 150  [2021-12-04]. ISBN 962-441-519-6. （原始内容 (PDF)存档于2021-06-18）.
6. ↑  雷競璇、沈國祥 (编).  (PDF). 香港: 香港中文大學香港亞太研究所. 1995年: 204  [2021-12-04]. ISBN 962-441-519-6. （原始内容 (PDF)存档于2021-06-18）.
7. ↑  . 1999-11-29  [2019-10-28]. （原始内容存档于2011-12-11）.
8. ↑  . 2003-11-24  [2019-10-28]. （原始内容存档于2003-12-04）.
9. ↑  . 2007-11-18  [2019-09-29]. （原始内容存档于2011-11-01）.
10. ↑  . 2011-11-07  [2019-10-28]. （原始内容存档于2018-11-23）.
11. ↑  . 2015-11-23  [2019-10-28]. （原始内容存档于2020-12-10）.
12. ↑  . 2019-11-25  [2019-12-14]. （原始内容存档于2019-12-14）.
13. ↑  . RTHK. 2020-01-02  [2021-05-29]. （原始内容存档于2020-07-08） （中文（香港））.
14. ↑  . 立場新聞 Stand News.   [2020-01-18]. （原始内容存档于2020-01-17） （中文（香港））.
15. 1 2  . Apple Daily 蘋果日報. 2020-01-17  [2020-01-18]. （原始内容存档于2021-03-13） （中文（香港））.
16. ↑  King 鄭麗琼 Cheng Lai King. . www.facebook.com. 2020-01-17  [2020-01-18]. （原始内容存档于2020-12-10） （中文（简体））.
17. ↑  . 明報. 2020-01-03  [2020-03-28] （中文（香港））.
18. ↑  . 東方日報. 2019-10-25  [2020-03-28]. （原始内容存档于2020-12-10）.
19. ↑  . 明報.   [2020-03-28]. （原始内容存档于2020-12-10） （中文（香港））.
20. ↑  劉定安, 倪清江. . 香港01. 2020-03-26  [2020-03-28]. （原始内容存档于2020-03-26） （中文（香港））.
21. 1 2  . 立場新聞. 2020-03-26. （原始内容存档于2020-04-26） （中文（香港））.
22. ↑  . 蘋果日報. 2020-09-06  [2020-09-07]. （原始内容存档于2020-12-10）.
23. ↑  . 明報.   [2020-03-26]. （原始内容存档于2020-09-01）.
24. 1 2  . 2020-03-28  [2020-03-31].
25. 1 2  李八方. . Apple Daily 蘋果日報. 2020-03-27  [2020-03-26]. （原始内容存档于2020-12-17）.
26. ↑  . 明報新聞網 - 每日明報 daily news. 2020-03-27  [2020-03-27]. （原始内容存档于2020-12-10）.
27. ↑  . www.facebook.com.   [2020-03-26]. （原始内容存档于2020-12-10）.
28. ↑  . www.facebook.com.   [2020-03-26]. （原始内容存档于2020-12-10）.
29. ↑  . 立場新聞. 2020-03-36  [2020-03-28]. （原始内容存档于2020-11-29）.
30. ↑  . 立場新聞 Stand News. 2020-03-26  [2020-03-28]. （原始内容存档于2020-11-27）.
31. ↑  .   [2020-03-31].
32. ↑  . www.housingauthority.gov.hk.   [2020-04-05]. （原始内容存档于2021-05-16） （中文（香港））.
33. ↑  . 香港01.   [2020-10-19]. （原始内容存档于2021-03-13）.

## 外部連結
- . 民主黨.   [2020-11-30]. （原始内容存档于2020-12-10） （中文（香港））.
- . 中西區區議會. 2020-01-02  [2020-11-11]. （原始内容存档于2020-08-06） （中文（香港））.
- . 中西區區議會. 2016-01-11  [2019-10-28]. （原始内容存档于2017-07-17） （中文（香港））.

| 議會席位      | 議會席位                                                | 議會席位    |
| ------------- | ------------------------------------------------------- | ----------- |
| 前任： 葉永成 | 中西區區議會主席 2020年1月2日－2021年7月8日             | 繼任： 從缺 |
| 首任          | 中西區區議會 衛城選區區議員 1994年9月19日－2021年7月8日 | 繼任： 懸空 |